# Phanodermopsis longisetae
Phanodermopsis longisetae är en rundmaskart som beskrevs av Benjamin G. Chitwood 1936. Phanodermopsis longisetae ingår i släktet Phanodermopsis och familjen Phanodermatidae. Inga underarter finns listade i Catalogue of Life.